# Vallesium
Das Vallesium ist eine regionale Stufe im terrestrischen Neogen. Sie entspricht den Zonen MN 9 und 10 der europäischen Landsäugetier-Chronologie (ELMMZ = „European Land Mammal Mega-Zones“). Das Vallesium wird vom Astaracium unterlagert und vom Turolium überlagert. 

## Geschichte und Typlokalität
Die Stufe wurde von Miquel Crusafont i Pairó (1950) vorgeschlagen und nach dem Vallès-Penedès-Becken in Katalonien benannt, wo auch die Typlokalität liegt.

## Definition
Die Untergrenze ist durch das Einsetzen der Großsäugetiergattungen Hippotherium, Decennatherium und Machairodus definiert. Bei den Kleinsäugertieren stellt das Erstauftreten der Gattung Cricetulodon die Basis dar. Das Ende der Stufe (und der Beginn des Turolium) wird durch das Erstauftreten der Arten Hyaenictis almerai, Adcrocuta eximia, Microstonyx major, Tragoportax gaufryi markiert. Bei den Kleinsäugern sind dies die Arten und Gattungen Rotundomys, Pliopetaurista, Schreuderia und Progonomys cathalai. Das Vallesium wird derzeit mit einem großen Teil des Unteren und Mittleren Tortonium, der unteren chronostratigraphischen Stufe des Oberen Miozäns korreliert. Geochronologisch entspricht das etwa dem Zeitraum von 2,4 Millionen Jahren (von vor 11,1 bis vor 8,7 Millionen Jahren).

## Untergliederung
Die Stufe wird in zwei Biozonen MN 9 und MN 10 untergliedert. Gelegentlich wird die Stufe auch in ein Unteres und ein Oberes Vallesium unterteilt, wobei das untere Vallesium der Biozone MN 9 und das obere Vallesium der Biozone 10 entspricht.

## Vallesium-Krise
Als Vallesium-Krise (engl.: Vallesian Crisis) wird ein abrupter Wechsel von Flora und Fauna vor rund 9,6 Millionen Jahren bezeichnet, der unter anderem für die Säugetiere belegt ist. Die Veränderungen der Artenzusammensetzung wurde zunächst im Vallès-Penedès-Becken nachgewiesen und war die Folge einer erheblichen Veränderung des Klimas in Europa und im nördlichen und östlichen Afrika. Von der spanischen Mittelmeerregion ausgehend verschwanden in West- und Mitteleuropa die subtropischen, immergrünen Wälder infolge allmählicher Abkühlung; an ihrer Stelle folgten laubabwerfende Bäume und in einigen südlichen Regionen Steppen. Dies hatte unter anderem zur Folge, dass die meisten bis dahin in Europa lebenden Gattungen der Menschenartigen – darunter Dryopithecus, Ankarapithecus und Graecopithecus – ausstarben. Als Ursache des Klimawandels gilt eine Veränderung von Meeresströmungen, die wiederum in Zusammenhang gebracht wird mit der Auffaltung des Himalaya und des tibetischen Hochlands.